# Ortel (Cvikovská pahorkatina)
Ortel (německy Ortelsberg, 554 m n. m.) je výrazný znělcový vrch nacházející se ve Cvikovské pahorkatině v okrese Česká Lípa v Libereckém kraji. Údajně zde bývalo popraviště města Cvikova. Na vrcholu se nachází skalní vyhlídka s omezeným rozhledem, jemuž brání vzrostlý les.

## Poloha
Kopec, kterému se podle tvaru říkalo i Klobouk, se tyčí zhruba 3 kilometry jižně od města Cvikov a 1,5 km na severozápad od jeho místní části Lindava. Nalézá se na katastru Lindava 683833.

## Charakteristika

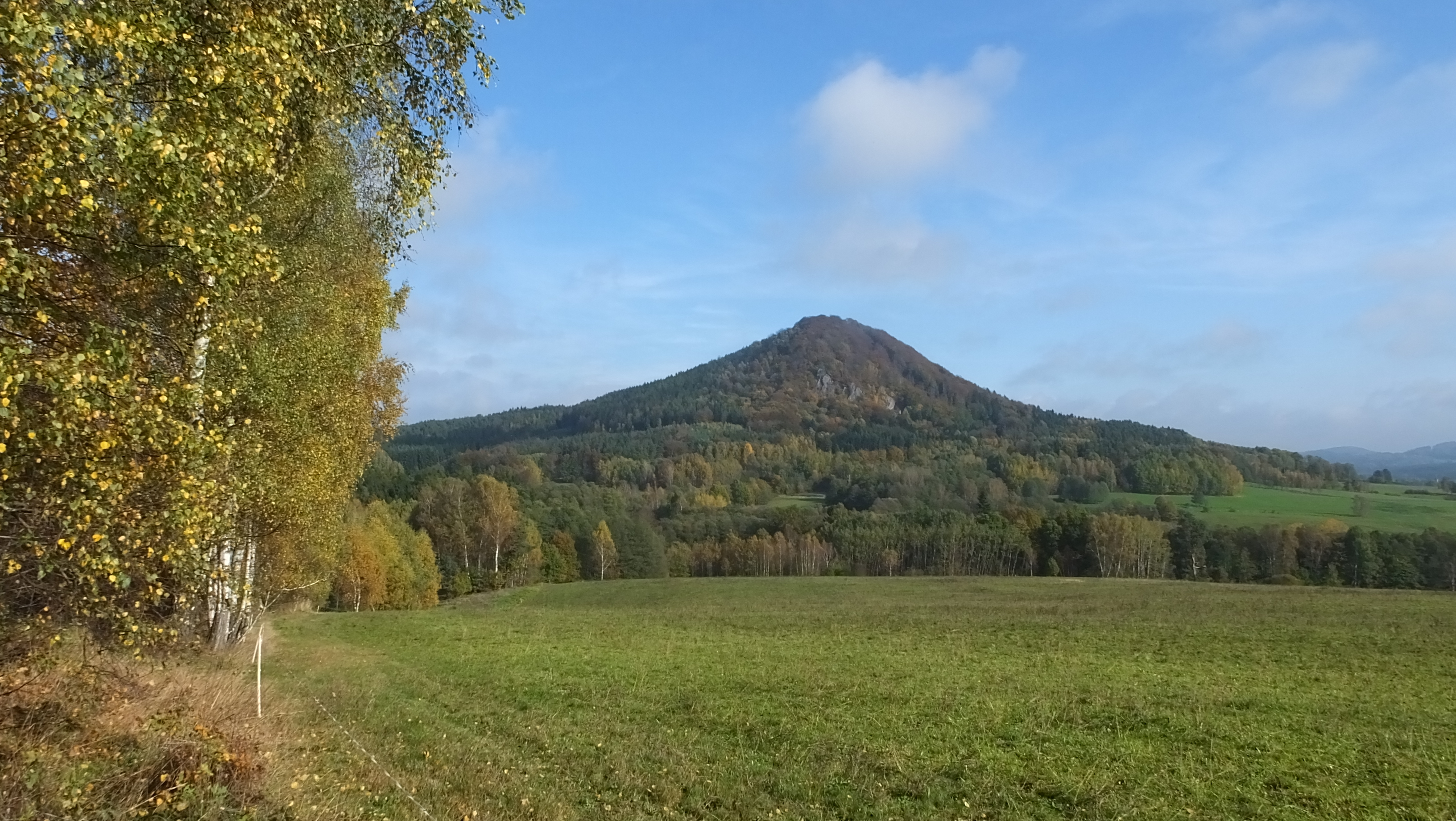
Ortel od jihu

Z okolních křídových pískovců, které se nacházejí v okolí hory, byl oddělen znělcový lakolit, jenž zde v současnosti tvoří hlavní stavební prvek. Dle odborného geologického stanoviska se spíše než o lakolit jedná o lávový dóm.
Hora vystupuje poměrně markantně nad své okolí, které převyšuje až o 250 metrů. Z jižního úbočí kopce vystupují skály s výraznou deskovou odlučností a strmé svahy pod vrcholem vyplňuje znělcová suť s úlomky kamenných sloupků a desek. Na jižním úpatí hory se nachází starý znělcový lom, v němž jsou obnaženy mohutné znělcové sloupy.
Les pokrývající svahy kopce je převážně listnatý s převahou buku, v jehož stínu se daří několika teplomilným druhům rostlin (tolita lékařská, konvalinka vonná). Na jihovýchodním úbočí se zachoval reliktní pozůstatek pralesní doubravy.

## Přístup

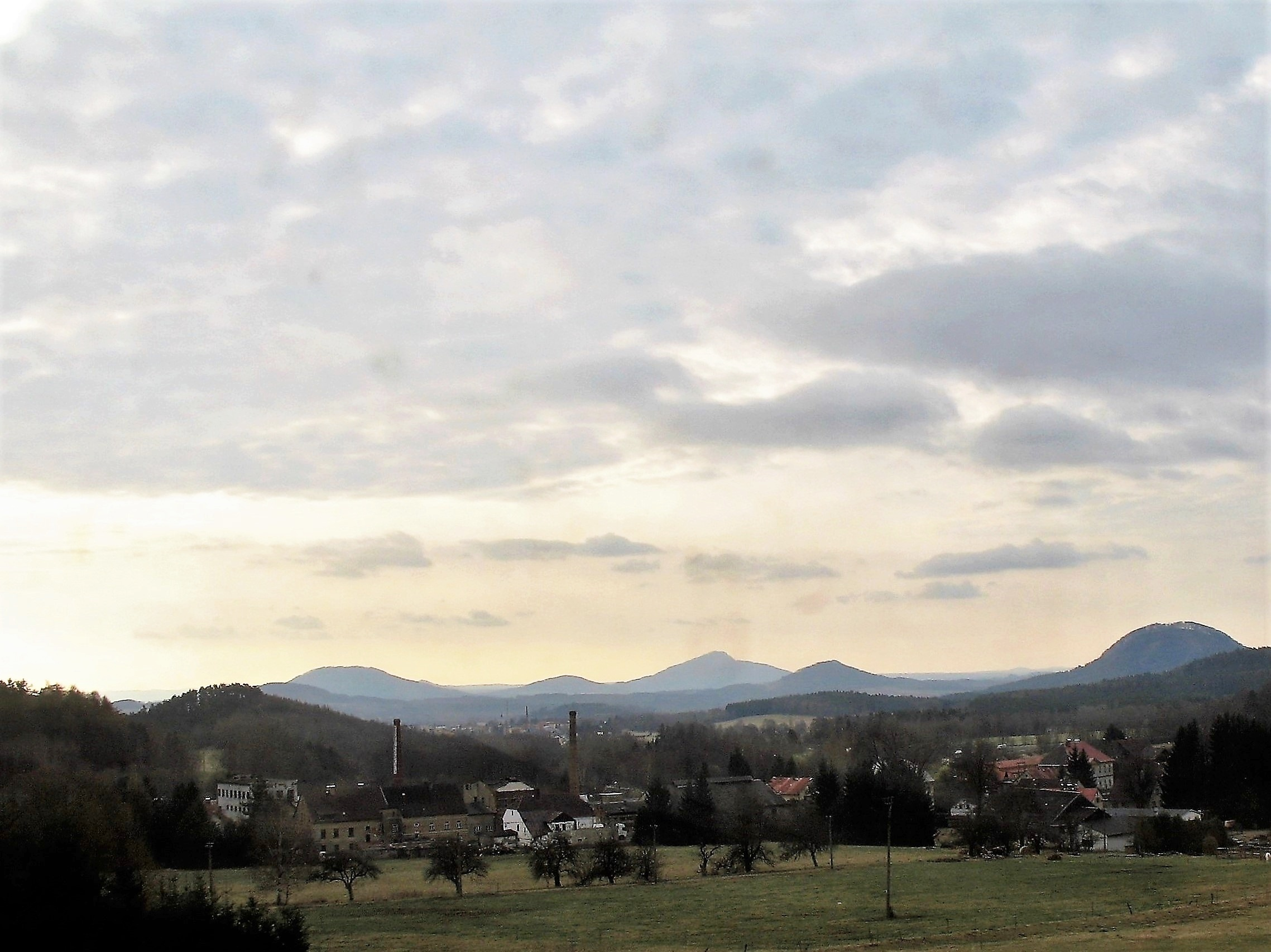
Panorama kopců východně od Svoru: Vlevo Tlustec, uprostřed Ralsko, zcela vpravo Ortel

K vrcholu Ortelu se lze dostat po žlutě značené stezce od severozápadu (1,5 km), ze silnice spojující Cvikov a Sloup v Čechách. Od jihozápadu vede k vrcholu druhá žlutě značená stezka, která se po 1 km na rozcestí spojuje s první cestou a na samotný vrchol vystupuje pouze jedna.
V zimě, kdy na stromech není listí, je z vrcholu výhled především k jihu a jihozápadu. Z několika pasek ve svahu hory lze také zahlédnout horu Klíč nad obcí Svor a Jezevčí vrch nad obcí Heřmanice v Podještědí.

## Horolezectví

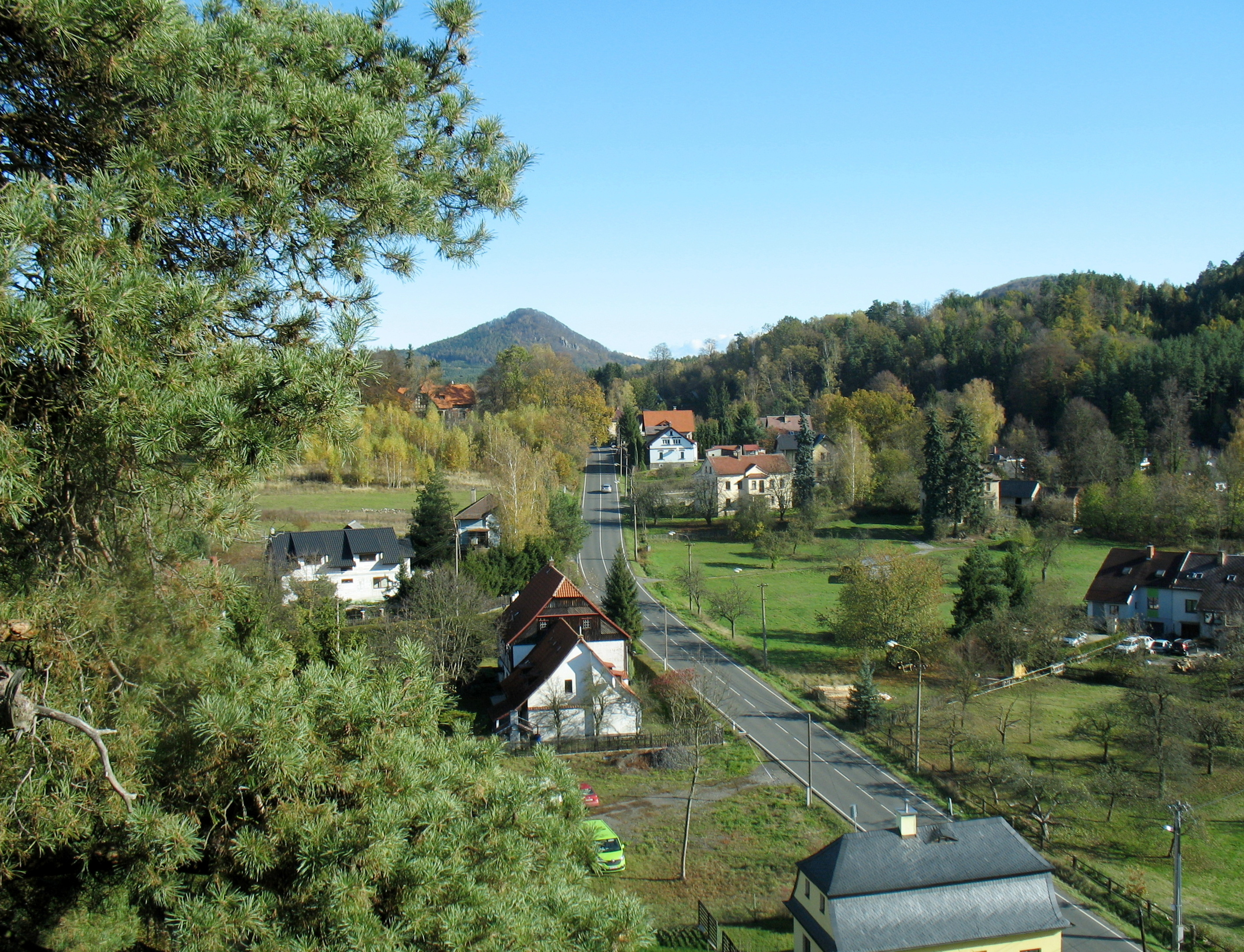
Pohled na Ortel z hradu Sloup

Na jižním svahu Ortelu jsou mohutné skalní stěny a staré znělcové lomy, které představují vhodní terén pro horolezeckou činnost. Vyznačených 17 lezeckých cest na fonolitové skále se řadí převážně k cestám s větší obtížností (obtížnost 7 až 8+).

## Zajímavosti
- Na jihovýchodním úpatí Ortelu (směrem k Lindavě) byl na počátku 20. století objeven soubor brakteátů ze 13. století. Jednalo se o mince, zdobené zkříženými ostrvemi Ronovců, vyražené v žitavské mincovně mezi lety 1255 až 1268.[6]
- Ortel je podle psychotroniků jedno z nejnegativnějších míst v Čechách, z hory prý vycházejí negativní vibrace. Její suťový vrchol byl prý již v prehistorických dobách uměle dosypán, zřejmě aby zakryl jeskyni nebo obětní šachtu do vnitřku hory.[2][4][10] V minulosti údajně bylo na vrcholu či na úbočí popraviště města Cvikova.[2]